# Ricciarda di Saluzzo
Ricciarda di Saluzzo, marchesa di Ferrara (1410 – Ferrara, 16 agosto 1474), era figlia di Tommaso III, marchese di Saluzzo, e di Marguerite de Pierrepont, figlia di Ugo II di Pierrepont, conte di Roucy e Braine.

## Biografia

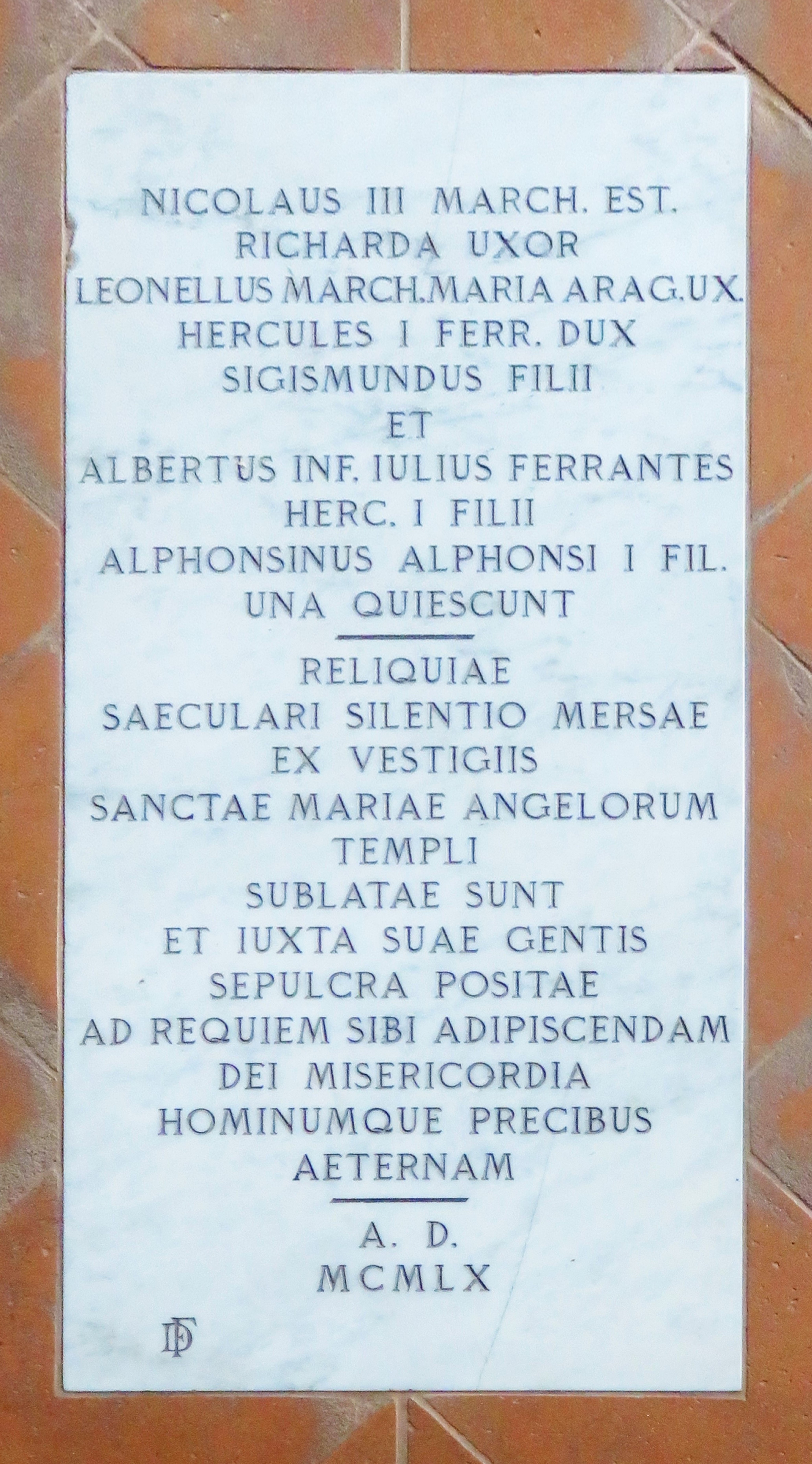
Monastero del Corpus Domini, a Ferrara. Lapide nella sala del coro che ricorda la presenza dei resti mortali della marchesa traslati in quel luogo dalla scomparsa chiesa di Santa Maria degli Angeli.

Nel 1429 sposò Niccolò III d'Este, che era già stato sposato due volte con Gigliola da Carrara e Parisina Malatesta.
Morto Niccolò nel 1441, avrebbe in teoria dovuto succedere al padre il primogenito di Ricciarda, Ercole, in quanto figlio legittimo. Fu invece il figlio maggiore ma illegittimo Leonello d'Este a ereditare il marchesato invece, secondo le disposizioni testamentarie del padre. Sdegnata da questo evento, Ricciarda decise nell'ottobre 1443 di lasciare lo stato estense per ritirarsi a Saluzzo nelle terre del padre, promettendo che non sarebbe mai ritornata a Ferrara se non quando avesse veduto uno dei propri figli duca.
I due fanciulli, Ercole e Sigismondo, rimasti senza la tutela della madre, nell'ottobre 1445 vennero allontanati da Ferrara dal fratellastro Leonello, che li mandò alla corte di Napoli presso il re Alfonso il Magnanimo, affinché fossero addestrati al mestiere delle armi.
Morto Leonello, gli succedette il fratello Borso, il quale richiamò a Ferrara i fratellastri Ercole e Sigismondo. Tra i due si instaurò una sorta di tacito accordo: Borso non si sarebbe sposato e non avrebbe generato eredi, Ercole non avrebbe insidiato il dominio fraterno. Alla morte di Borso nel 1471, soppiantando l'altro pretendente Niccolò, figlio di Leonello, Ercole riuscì così ad assurgere alla dignità ducale.
Fino ad allora Ricciarda non era mai tornata a Ferrara e non aveva mai rivisto i figli: anche quando le giunge notizia che il minore Sigismondo è stato ferito ad una coscia durante un torneo, si limita a chiedere rassicurazioni a Borso, né si fece viva quando, nel 1467, il maggiore Ercole fu gravemente ferito durante la battaglia della Riccardina, e infermo per ben due anni.
Appena le giunse notizia della nomina ducale di Ercole, sempre più accorate si fecero le sue richieste di poter rientrare a Ferrara. Per qualche ragione, nonostante la chiamasse per lettera "madre mia dulcissima" e le dichiarasse tutto il proprio desiderio di rivederla, Ercole la fece attendere un anno intero prima di concederle il permesso di tornare a Ferrara.
Finalmente, nel giugno del 1472, ella poté riabbracciare i due figli che non vedeva da quasi trent'anni. A Ferrara trascorse in tranquillità gli ultimi anni di vita, accogliendo la nuora Eleonora d'Aragona e vedendo nascere la nipotina Isabella, per poi spegnersi il 16 agosto 1474. Fu sepolta accanto al marito nella chiesa di Santa Maria degli Angeli.

## Discendenza
Diede al marito due figli:
- Ercole (1431 – 1505), duca di Ferrara, Modena e Reggio
- Sigismondo (1433 – 1507), signore di San Martino in Rio, Campogalliano, Castellarano, Rodeglia e San Cassiano

## Ascendenza
|                          |                     |                              | Genitori             |  |  | Nonni |  |  | Bisnonni              |  |  | Trisnonni             |  |
|                          |                     |                              |                      |  |  |       |  |  | Tommaso II di Saluzzo |  |  | Federico I di Saluzzo |  |
|                          |                     |                              |                      |  |  |       |  |  | Tommaso II di Saluzzo |  |  | Federico I di Saluzzo |  |
|                          |                     | Margherita de La Tour du Pin |                      |  |  |       |  |  | Tommaso II di Saluzzo |  |  |                       |  |
| Federico II di Saluzzo   |                     |                              |                      |  |  |       |  |  | Tommaso II di Saluzzo |  |  |                       |  |
|                          |                     | Ricciarda Visconti           | Galeazzo I Visconti  |  |  |       |  |  |                       |  |  |                       |  |
|                          |                     | Ricciarda Visconti           | Galeazzo I Visconti  |  |  |       |  |  |                       |  |  |                       |  |
|                          |                     | Ricciarda Visconti           | Beatrice d'Este      |  |  |       |  |  |                       |  |  |                       |  |
| Tommaso III di Saluzzo   |                     | Ricciarda Visconti           |                      |  |  |       |  |  |                       |  |  |                       |  |
|                          |                     | Ugo di Ginevra               | Amedeo II di Ginevra |  |  |       |  |  |                       |  |  |                       |  |
|                          |                     | Ugo di Ginevra               | Amedeo II di Ginevra |  |  |       |  |  |                       |  |  |                       |  |
|                          |                     | Ugo di Ginevra               | Agnès de Chalon      |  |  |       |  |  |                       |  |  |                       |  |
| Beatrice di Ginevra      |                     | Ugo di Ginevra               |                      |  |  |       |  |  |                       |  |  |                       |  |
|                          |                     | Isabelle d'Anthon            | …                    |  |  |       |  |  |                       |  |  |                       |  |
|                          |                     | Isabelle d'Anthon            | …                    |  |  |       |  |  |                       |  |  |                       |  |
|                          |                     | Isabelle d'Anthon            | …                    |  |  |       |  |  |                       |  |  |                       |  |
| Ricciarda di Saluzzo     |                     | Isabelle d'Anthon            |                      |  |  |       |  |  |                       |  |  |                       |  |
|                          | Simon de Pierrepont | Jean V de Pierrepont         |                      |  |  |       |  |  |                       |  |  |                       |  |
|                          | Simon de Pierrepont | Jean V de Pierrepont         |                      |  |  |       |  |  |                       |  |  |                       |  |
|                          | Simon de Pierrepont | Marguerite de Baumetz        |                      |  |  |       |  |  |                       |  |  |                       |  |
| Ugo II di Pierrepont     | Simon de Pierrepont |                              |                      |  |  |       |  |  |                       |  |  |                       |  |
|                          |                     | Marie de Châtillon           | Hugues de Châtillon  |  |  |       |  |  |                       |  |  |                       |  |
|                          |                     | Marie de Châtillon           | Hugues de Châtillon  |  |  |       |  |  |                       |  |  |                       |  |
|                          |                     | Marie de Châtillon           | Marie de Clacy       |  |  |       |  |  |                       |  |  |                       |  |
| Marguerite de Pierrepont |                     | Marie de Châtillon           |                      |  |  |       |  |  |                       |  |  |                       |  |
|                          |                     | Raoul de Coucy               | Guillaume de Coucy   |  |  |       |  |  |                       |  |  |                       |  |
|                          |                     | Raoul de Coucy               | Guillaume de Coucy   |  |  |       |  |  |                       |  |  |                       |  |
|                          |                     | Raoul de Coucy               | Isabeau de Châtillon |  |  |       |  |  |                       |  |  |                       |  |
| Blanche de Coucy         |                     | Raoul de Coucy               |                      |  |  |       |  |  |                       |  |  |                       |  |
|                          |                     | Jeanne d'Harcourt            | Jean V d'Harcourt    |  |  |       |  |  |                       |  |  |                       |  |
|                          |                     | Jeanne d'Harcourt            | Jean V d'Harcourt    |  |  |       |  |  |                       |  |  |                       |  |
|                          |                     | Jeanne d'Harcourt            | Blanche de Ponthieu  |  |  |       |  |  |                       |  |  |                       |  |
|                          |                     | Jeanne d'Harcourt            |                      |  |  |       |  |  |                       |  |  |                       |  |